# Kirschnaumen
Kirschnaumen est une commune française située dans le département de la Moselle, en région Grand Est.

## Géographie
La commune est située près de Sierck-les-Bains.

### Communes limitrophes
| Kirsch-lès-Sierck  | Ritzing      | Rémeling  |
| Montenach          | Kirschnaumen | Halstroff |
| Kerling-lès-Sierck | Laumesfeld   |           |

### Ecarts et lieux-dits
- Evendorff, Obernaumen

### Hydrographie
La commune est située dans le bassin versant du Rhin au sein du bassin Rhin-Meuse. Elle est drainée par le ruisseau de Montenach, le ruisseau Remel, le ruisseau le Pissenbach, le ruisseau le Litscherbach et le ruisseau le Veierbach.
Le Montenach, d'une longueur totale de 15,5 km, prend sa source dans la commune de Manderen-Ritzing et se jette  dans la Moselle à Sierck-les-Bains, après avoir traversé six communes.
Le Remel, d'une longueur totale de 15,2 km, prend sa source dans la commune  et se jette  dans la Nied en Allemagne, après avoir traversé six communes.

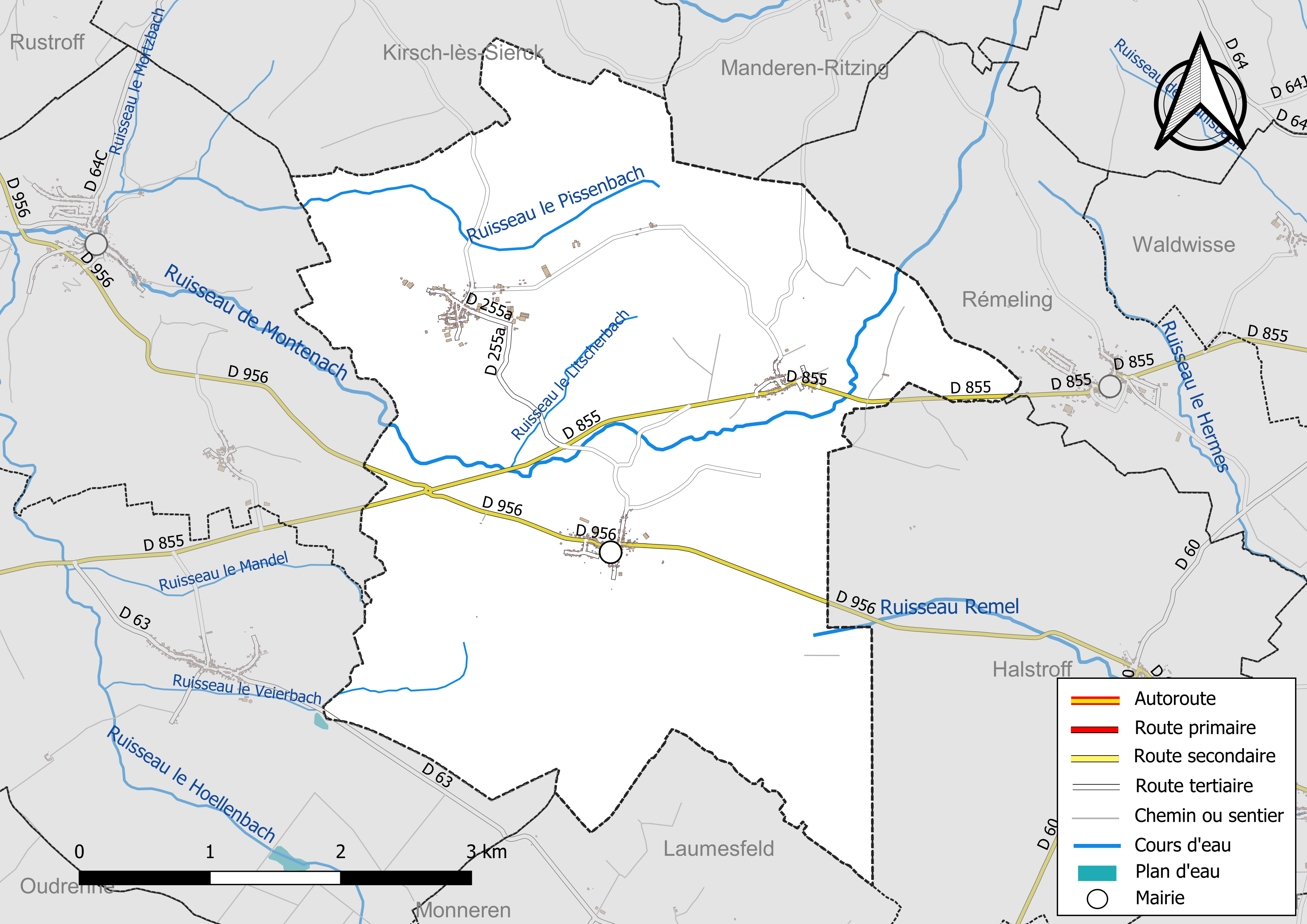
Réseaux hydrographique et routier de Kirschnaumen.

La qualité des eaux des principaux cours d’eau de la commune, notamment du ruisseau de Montenach et du ruisseau Remel, peut être consultée sur un site spécial géré par les agences de l’eau et l’Agence française pour la biodiversité.

### Climat
Pour des articles plus généraux, voir Climat du Grand Est et Climat de la Moselle.
En 2010, le climat de la commune est de type climat de montagne, selon une étude du Centre national de la recherche scientifique s'appuyant sur une série de données couvrant la période 1971-2000. En 2020, Météo-France publie une typologie des climats de la France métropolitaine dans laquelle la commune est exposée à un climat semi-continental et est dans la région climatique  Lorraine, plateau de Langres, Morvan, caractérisée par un hiver rude (1,5 °C), des vents modérés et des brouillards fréquents en automne et hiver. 
Pour la période 1971-2000, la température annuelle moyenne est de 9,3 °C, avec une amplitude thermique annuelle de 16,6 °C. Le cumul annuel moyen de précipitations est de 870 mm, avec 12,6 jours de précipitations en janvier et 9,5 jours en juillet. Pour la période 1991-2020, la température moyenne annuelle observée sur la station météorologique de Météo-France la plus proche, « Malancourt », sur la commune d'Amnéville à 26 km à vol d'oiseau, est de 10,2 °C et le cumul annuel moyen de précipitations est de 884,1 mm. 
La température maximale relevée sur cette station est de 39,3 °C, atteinte le 25 juillet 2019 ; la température minimale est de −17,9 °C, atteinte le 5 janvier 1985,,. 
Les paramètres climatiques de la commune ont été estimés pour le milieu du siècle (2041-2070) selon différents scénarios d'émission de gaz à effet de serre à partir des nouvelles projections climatiques de référence DRIAS-2020. Ils sont consultables sur un site spécial publié par Météo-France en novembre 2022.

## Urbanisme

### Typologie
Au 1er janvier 2024, Kirschnaumen est catégorisée commune rurale à habitat dispersé, selon la nouvelle grille communale de densité à sept niveaux définie par l'Insee en 2022.
Elle est située hors unité urbaine. Par ailleurs la commune fait partie de l'aire d'attraction de Luxembourg (partie française), dont elle est une commune de la couronne,. Cette aire, qui regroupe 115 communes, est catégorisée dans les aires de 700 000 habitants ou plus (hors Paris),.

### Occupation des sols
L'occupation des sols de la commune, telle qu'elle ressort de la base de données européenne d’occupation biophysique des sols Corine Land Cover (CLC), est marquée par l'importance des territoires agricoles (60,5 % en 2018), une proportion sensiblement équivalente à celle de 1990 (61 %). La répartition détaillée en 2018 est la suivante : 
forêts (39,1 %), terres arables (36,4 %), prairies (20,6 %), zones agricoles hétérogènes (3,4 %), milieux à végétation arbustive et/ou herbacée (0,5 %). L'évolution de l’occupation des sols de la commune et de ses infrastructures peut être observée sur les différentes représentations cartographiques du territoire : la carte de Cassini (XVIIIe siècle), la carte d'état-major (1820-1866) et les cartes ou photos aériennes de l'IGN pour la période actuelle (1950 à aujourd'hui).

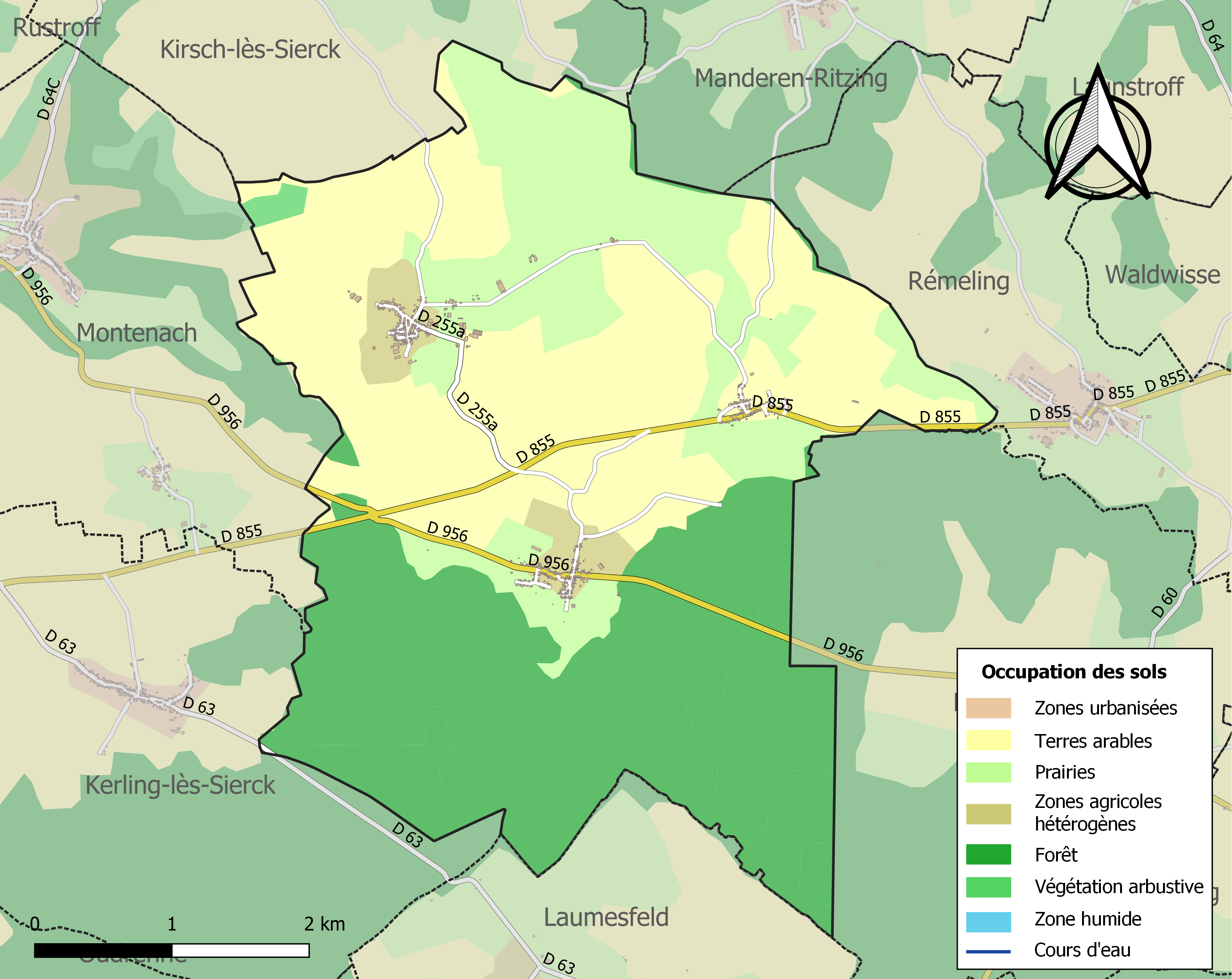
Carte des infrastructures et de l'occupation des sols de la commune en 2018 (CLC).

## Toponymie
Ancien noms:
- Kirschnaumen : Numagon au Xe siècle[16], Naumen en 1297, Kirchnomen et Kirschnaumen en 1594, Naumen en 1618, Kaichen en 1680, Kirchenomen en 1722, Kersnomen en 1793, Kirschnaumen en 1801, Kirchnaumen en 1871-1918. En francique lorrain : Naumen, Keréchnaumen et Kierschnaumen.
- Obernaumen : Obrenomen en 1594, Naumen au XVIIe siècle, Albertnaumen en 1681. En francique lorrain : Uewer-Naumen.
- Évendorff : Everstorf en 1542, Effendorff en 1594, Evendorff et Eventroff en 1736. En Francique lorrain : Iendroff, Iendrëf et Iewendrëf.

### Sobriquets
Sobriquets anciens désignant les habitants de la commune :
- Kirschnaumen : Di Naumer Kueben (les corbeaux de Kirschnaumen) ;
- Obernaumen : Di Uewernaumer Gescht de heem (les vas-tu chez toi de Obernaumen) ;
- Évendorff : Di Iendrowwer Wöllef (les loups d’Évendorff).

## Histoire
Dépendait de l'ancienne province de Lorraine, dans la seigneurie de Sierck.

## Politique et administration
| Période   | Période   | Identité            | Étiquette | Qualité |
| --------- | --------- | ------------------- | --------- | ------- |
| Mars 1971 | Juin 1995 | Pierre Mannebach    |           |         |
| Juin 1995 | Mars 2014 | Fernand Brettnacher |           |         |
| Mars 2014 | En cours  | Jean-Luc Niedercorn |           |         |

## Démographie
L'évolution du nombre d'habitants est connue à travers les recensements de la population effectués dans la commune depuis 1793. Pour les communes de moins de 10 000 habitants, une enquête de recensement portant sur toute la population est réalisée tous les cinq ans, les populations de référence des années intermédiaires étant quant à elles estimées par interpolation ou extrapolation. Pour la commune, le premier recensement exhaustif entrant dans le cadre du nouveau dispositif a été réalisé en 2005.

En 2022, la commune comptait 479 habitants, en évolution de +2,13 % par rapport à 2016 (Moselle : +0,52 %, France hors Mayotte : +2,11 %).
| 1793 | 1800 | 1806 | 1821 | 1836 | 1841 | 1861 | 1866 | 1871 |
| ---- | ---- | ---- | ---- | ---- | ---- | ---- | ---- | ---- |
| 415  | 473  | 473  | 682  | 972  | 974  | 981  | 922  | 923  |

| 1875 | 1880 | 1885 | 1890 | 1895 | 1900 | 1905 | 1910 | 1921 |
| ---- | ---- | ---- | ---- | ---- | ---- | ---- | ---- | ---- |
| 860  | 845  | 776  | 769  | 752  | 750  | 766  | 759  | 714  |

| 1926 | 1931 | 1936 | 1946 | 1954 | 1962 | 1968 | 1975 | 1982 |
| ---- | ---- | ---- | ---- | ---- | ---- | ---- | ---- | ---- |
| 666  | 631  | 618  | 544  | 541  | 547  | 544  | 493  | 468  |

| 1990 | 1999 | 2005 | 2006 | 2010 | 2015 | 2020 | 2022 | - |
| ---- | ---- | ---- | ---- | ---- | ---- | ---- | ---- | - |
| 432  | 433  | 461  | 461  | 469  | 472  | 471  | 479  | - |

## Culture locale et patrimoine

### Lieux et monuments
- Trois sites néolithiques, dont celui de Dolem (fouillé en 1974-1975).
- Passage de la voie romaine Metz-Trèves.
- Structures d'habitations romaines au lieu-dit Hauern, archéologie.

#### Édifices religieux
- Ancienne église. L'église primitive est fondée en 1235 par les bénédictins de l'abbaye de Bouzonville détruite en 1754.
- Nouvelle église paroissiale Saint-Alban. Les murs de la nef, le chœur et la sacristie sont reconstruits en 1754, en 1856 la nef et allongée d'une travée du côté occidental et construction de la tour clocher. Les chapelles Nord et Sud formant transept datent du XIXe siècle. La nouvelle sacristie, construite du côté Sud de l'ancienne, et la tribune sont édifiées à la limite du XIXe siècle et du XXe siècle. La tour clocher est reconstruite au milieu du XXe siècle en même temps que sont repercées les baies des chapelles latérales et du chœur.
- Chapelle Saint-Nicolas, à Obernaumen, fondée en 1235 par les bénédictins de l'abbaye de Bouzonville ; reconstruite en 1766 (date portée) ; restaurée par les habitants en 1839.
- Chapelle Saint-Ulrich, à Évendorff, construite en 1754 restaurée en 1779 statuettes en bois XVIIIe siècle.

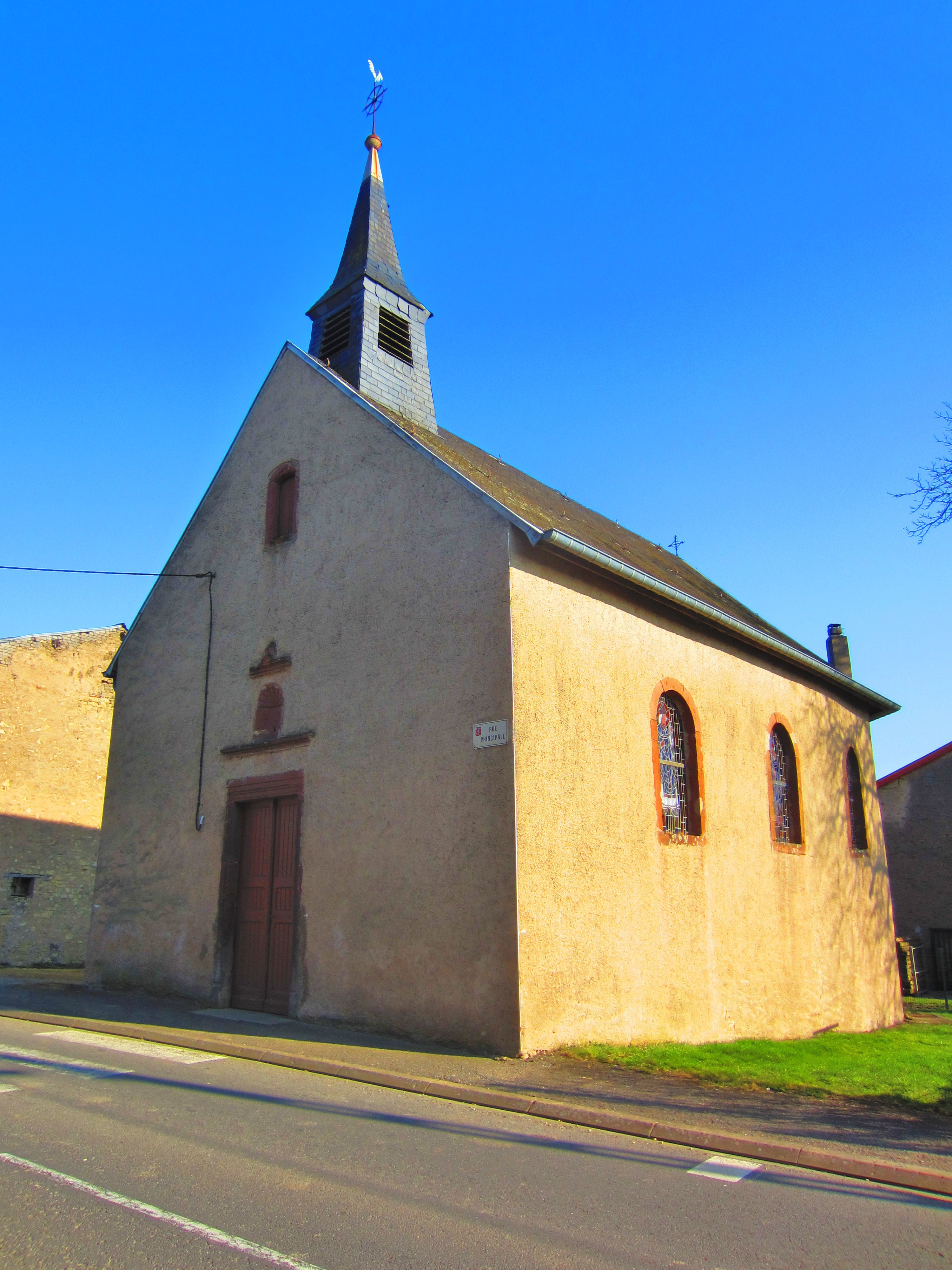
Chapelle Saint-Nicolas à Obernaumen.
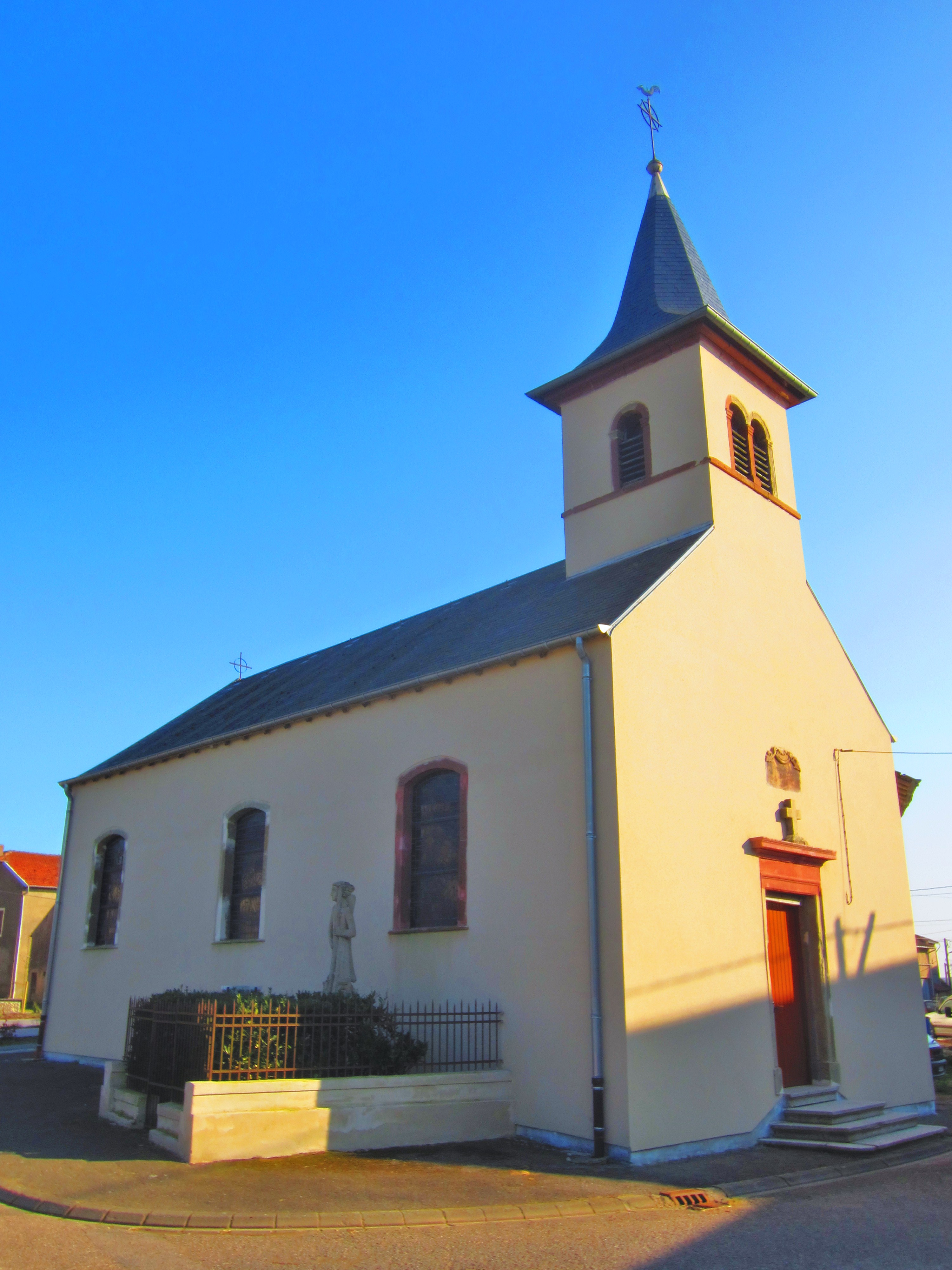
Chapelle Saint-Ulrich à Évendorff.

### Héraldique
| Blason de Kirschnaumen | Blason  | De gueules à la croisette d'or, accompagnée de trois coquilles d'argent 2 et 1 et de trois besants d'or 1 et 2. |
| Blason de Kirschnaumen | Détails | Le statut officiel du blason reste à déterminer.                                                                |